# Мараві (держава)
Конфедерація Мараві (також імперія Мараві, королівство Мараві) — африканська держава народу малаві XV—XVIII ст., що існувала на території сучасних Малаві, Замбії та Мозамбіку.

## Історія
Головним джерелом інформації про ранню історію області на північ від річки Замбезі є усна історія місцевих народів. Вона досить стримано говорить про те, як саме виникла держава Мараві. Конфедерація Мараві була створена народами банту. Група завойовників з племені мараві вийшла з держави Луба, що на південному сході сучасної Демократичної Республіки Конго, перетнула плато північно-східної Замбії й, рухаючись на південний схід, досягла південного краю озера Ньяса (Малаві) та розселилася в долині річки Шире, що витікає з цього озера. Мараві підкорили місцеві племена, також банту, предків сучасних чева, одного з головних підрозділів народу малаві.
Створення держави Мараві датується приблизно 1480 роком. Першим його правителем був Калонга Чидзонзі, згодом його ім'я стало титулом правителя Мараві. Столицею нової держави стала Мантімба (або Мараві), розташована приблизно за 3 км від південно-західного узбережжя озера Ньяса.
Консолідувавши владу правителі Мараві розпочали кампанію територіальної експансії. У XVI ст. вони захопили землі на західному та східному берегах верхньої Шире, території, розташовані на захід та північ від Мантімби. Так утворилося ядро держави Мараві.
Протягом XVII ст. відбувалося широкомасштабне розширення Мараві в усіх напрямках. Вожді Кафвіті та Лунду повели своїх людей на південь і колонізували нижню частину долини Шире. Кафвіті, старший із цих двох вождів, став першим верховним правителем району. Проте невдовзі влада перейшла до Лунду. Він значно розширив свої володіння, посунувши їх на заході до хребта Кірк, на півдні — до місця впадіння Шире в Замбезі, на сході — до узбережжя Індійського океану, завоювавши землі народів лоло та макуа. Лунду контролював торгівлю слоновою кісткою з португальським містом Сена і став другою (після калонги) за силою та впливом особою в Мараві. На цих землях сформувався підрозділів сучасних малаві, відомий як ньянджа.
На заході вождь Унді та його послідовники успішно колонізували басейн річки Капоче, притоки Замбезі. Після цього вони розширили кордони своїх володінь від берегів річки Капоче на захід до злиття Замбезі з Луангвою. Ця експансія спричинила конфлікти із місцевими народами тавара та нсенга. Нсенга змушені були визнати владу Унді й інтегруватися до складу його держави та сплачувати йому данину слоновою кісткою та рабами. Унді також мав тісні зв'язки з португальськими торговцями в Тете.
Вожді чева розширили територію Мараві на північ: вожді Чулу й Калулума захопили землі південних груп народу тумбука, а вожді Каньєнда й Кабундулі — землі тонга.
Конфедерація досягла піка свого розвитку в XVII столітті, володіючи великою територією на північ від річки Замбезі. Кордони Мараві охоплювали більшу частину східної Замбії, центрального і південного Малаві та північного Мозамбіку й сягали річки Двангва (англ. Dwangwa) на півночі, річки Луангва на заході та океанічного узбережжя Мозамбіку на сході. Мараві мало сильний політичний і військово-економічний вплив в регіоні. Навіть португальці у своїх поселеннях, розташованих уздовж річки на Замбезі, були змушені співпрацювати з ним.
Проте особиста роль калонги в управлінні справами держави стала занепадати вже в останній чверті XVI ст., це напряму було пов'язано з розширенням Мараві. Падіння держави почалося тоді, коли лідери окремих кланів завдяки прямій торгівлі з португальцями та арабами ставали все більш незалежними від центральної влади. До 1720 року конфедерація Мараві розпалася на кілька дрібних самостійних володінь: Калонга, Лунду, Унді, Утіколо. 1863 року останній калонга Калімакудзуру зазнав поразки й загинув у війні з народом яо.

## Управління
Мараві являло собою племінне об'єднання, на чолі якого стояв верховний правитель, що носив титул калонга (або каронга). Йому підпорядковувались вожді племен, які входили до складу конфедерації та мали сплачувати данину на користь калонги. Вождям племен підпорядковувались вожді нижчого рангу, а тим — сільські старійшини.
Двір калонги знаходився у столиці країни. Правителя оточували його родичі, радники та чиновники, які допомагали йому керувати державою. До числа найвищих чиновників належали командувач армією кхомбе, кат мкомба, мгаві, в обов'язки якого входив розподіл земель. Безпосередньо верховному правителю підпорядковувались лише райони, розташовані навколо Мантімби, решта земель перебувала під владою племінних вождів. Доходи калонги складалися з данини та надходжень від торгівлі слоновою кісткою, на яку він встановив державну монополію.
Особливістю державного ладу Мараві була вибірність правителів усіх рівнів. Калонга не мав повноважень призначати вождів підвладних йому племен. Він мав лише економічні важелі управління. Частину данини та прибутку від торгівлі калонга перерозподіляв між вождями племен, забезпечуючи таким чином їх лояльність і послух.

## Культура
Португальські писемні джерела XVII ст. свідчать, що на той час Мантімба була важливим комерційним і політичним центром. Її численне населення вели жваву торгівлю із сусідніми народами, а також португальцями. Головним торговим партнером Мантімби було португальське місто Тете, розташоване на річці Замбезі. Португальці купували у жителів Мараві рабів, слонову кістку, залізо, а також бавовняні пов'язки на стегна, які перепродували в Мономотапу (сучасна територія Зімбабве).
Селище Мантімба, розташоване неподалік від столиці, було ритуальним центром Мараві. На початку весни (у вересні) тут проводилося щорічне свято на честь духа великого калонги (Калонга Чинколе), так званий культ мліра. Культ мліра був одним із головних інституційних механізмів Мараві, на якому трималася влада калонги. На святкування запрошувались вожді всіх племен, що підпорядковувались правителю. Кульмінацією ритуалу був обряд спалювання чагарника марімба, що росте вздовж озера Ньяса.
На півдні Мараві за часи правління Лунду склалася власна релігія манганджа, заснована на культі мбона. Головна святиня цього культу Хулубві знаходилась у долині нижньої Шире. Власний релігійний культ запровадив у своїх володіннях і Унді.
Особливістю племен, що входили до складу конфедерації Мараві, був матрилінійний характер їх суспільства. Всі вони мали однакові назви родів (кланів) і спільну систему родоводу.